# Parrocchie civili del Surrey
Questa è una lista delle parrocchie civili del Surrey, Inghilterra.

## Elmbridge
In origine il distretto formato da Esher e Walton and Weybridge non era coperto da parrocchie.
- Claygate (2000)

## Epsom and Ewell
Il distretto non è coperto da parrocchie.

## Guildford
Il vecchio municipal borough di Guildford non è coperto da parrocchie.
- Albury
- Artington
- Ash
- Compton
- East Clandon
- East Horsley
- Effingham
- Normandy
- Ockham
- Pirbright
- Puttenham
- Ripley
- Seale and Sands
- Send
- Shackleford
- Shalford
- Shere
- St Martha
- Tongham
- Wanborough
- West Clandon
- West Horsley
- Wisley
- Worplesdon

## Mole Valley
I vecchi distretti urbani di Dorking e Leatherhead non sono coperti da parrocchie.
- Abinger
- Betchworth
- Brockham
- Buckland
- Capel
- Charlwood
- Headley
- Holmwood
- Leigh
- Mickleham
- Newdigate
- Ockley
- Wotton

## Reigate and Banstead
L'80% della popolazione vive in un'area non coperta da parrocchie.
- Horley (town)
- Salfords and Sidlow

## Runnymede
Il distretto non è coperto da parrocchie.

## Spelthorne
Il distretto non è coperto da parrocchie.

## Surrey Heath
Il 64% della popolazione vive in un'area non coperta da parrocchie corrispondente ai vecchi distretti urbani di Frimley e Camberley.
- Bisley
- Chobham
- West End
- Windlesham

## Tandridge
Il distretto è interamente coperto da parrocchie.
- Bletchingley
- Burstow
- Caterham on the Hill (2000)
- Caterham Valley (2000)
- Chaldon (2000)
- Chelsham and Farleigh
- Crowhurst
- Dormansland (2000)
- Felbridge
- Godstone
- Horne
- Limpsfield
- Lingfield (2000)
- Nutfield
- Outwood (2000)
- Oxted
- Tandridge
- Tatsfield
- Titsey
- Warlingham (2000)
- Whyteleafe (2000)
- Woldingham (2000)

## Waverley
Il distretto è interamente coperto da parrocchie.
- Alfold
- Bramley
- Busbridge
- Chiddingfold
- Churt
- Cranleigh
- Dockenfield
- Dunsfold
- Elstead
- Ewhurst
- Farnham (town)
- Frensham
- Godalming (town)
- Hambledon
- Hascombe
- Haslemere (town)
- Peper Harow
- Thursley
- Tilford
- Witley
- Wonersh

## Woking
Il 92% della popolazione vive in aree non coperte da parrocchie. In origine non aveva parrocchie, con Byfleet istituita nel 1974.
- Byfleet

## Fonti
- Office for National Statistics (ONS) - Liste geografiche, su statistics.gov.uk. URL consultato il 28 dicembre 2008 (archiviato dall'url originale il 5 febbraio 2005).
- https://web.archive.org/web/20071007203037/http://www.scaptc.org.uk/ and linked district and borough websites
- Surrey County Council, su surreycc.gov.uk. URL consultato il 28 dicembre 2008 (archiviato dall'url originale il 26 settembre 2011).